# .tl
.tl — национальный домен верхнего уровня для Восточного Тимора. Регистрация домена второго уровня возможна у любого регистратора в Сети без специального разрешения Восточного Тимора.
Заменил прежний домен Восточного Тимора — .tp, который был введён в 1997 году.
Домен .tl соответствует двухбуквенному коду страны по стандарту ISO 3166-1 и может расшифровываться как аббревиатура на любом из двух официальных языков государства — Timor Lorosa'e на тетуме или Timor Leste на португальском.
Долгое время информации о спонсоре или регистраторе домена в базе IANA не было, несмотря на то, что домен существовал и процесс замены домена .tp уже начался. К 30 сентября 2005 года информация наконец появилась в базе IANA и на сайте основного регистратора nic.tl.
В ходе перехода на новый домен все регистрации в доменной зоне .tp получили эквивалентные адреса в доменной зоне .tl, а регистрации в зоне .tp были прекращены.
Правда, многие регистрации в зоне .tl не имеют отношения к Восточному Тимору. Например, немецкая компания использует домен de.tl, предлагая бесплатные регистрации доменов третьего уровня, по аналогии с доменом в зоне Вануату de.vu. Примерно так же используются домены na.tl и in.tl, но намного реже.